# Real Madrid Club de Fútbol 2020-2021 (femminile)
Questa voce raccoglie le informazioni riguardanti il Real Madrid Club de Fútbol nelle competizioni ufficiali della stagione 2020-2021.

## Divise e sponsor
|  | Casa | Trasferta | Terza divisa | Humanrace |

## Rosa
Rosa, ruoli e numeri di maglia aggiornati al 14 luglio 2020.
| N. |                     | Ruolo | Calciatrice      |
| -- | ------------------- | ----- | ---------------- |
| 1  | Spagna (bandiera)   | P     | Misa             |
| 2  | Messico (bandiera)  | D     | Kenti Robles     |
| 3  | Brasile (bandiera)  | D     | Daiane Limeira   |
| 4  | Germania (bandiera) | D     | Babett Peter     |
| 5  | Brasile (bandiera)  | C     | Thaisa Moreno    |
| 6  | Spagna (bandiera)   | C     | Aurélie Kaci     |
| 7  | Spagna (bandiera)   | A     | Olga Carmona     |
| 8  | Spagna (bandiera)   | C     | Maite Oroz       |
| 9  | Svezia (bandiera)   | A     | Kosovare Asllani |
| 10 | Svezia (bandiera)   | A     | Sofia Jakobsson  |
| 11 | Spagna (bandiera)   | A     | Marta Cardona    |

| N. |                        | Ruolo | Calciatrice        |
| -- | ---------------------- | ----- | ------------------ |
| 13 | Spagna (bandiera)      | P     | Yohana Gómez       |
| 14 | Azerbaigian (bandiera) | D     | Samara Ortiz       |
| 15 | Spagna (bandiera)      | D     | Ivana Andrés       |
| 16 | Spagna (bandiera)      | C     | Teresa Abelleira   |
| 17 | Spagna (bandiera)      | D     | Marta Corredera    |
| 18 | Inghilterra (bandiera) | A     | Chioma Ubogagu     |
| 19 | Spagna (bandiera)      | A     | Lorena Navarro     |
| 20 | Azerbaigian (bandiera) | C     | Malena Ortiz       |
| 21 | Paraguay (bandiera)    | A     | Jessica Martínez   |
| 22 | Spagna (bandiera)      | P     | Sara Ezquerro      |
| 23 | Spagna (bandiera)      | D     | Claudia Florentino |

## Calciomercato

### Sessione estiva
| Acquisti | Acquisti                      | Acquisti            | Acquisti |
| R.       | Nome                          | da                  | Modalità |
| -------- | ----------------------------- | ------------------- | -------- |
| P        | María Isabel Rodríguez (Misa) | Deportivo La Coruña |          |
| D        | Ivana Andrés                  | Levante             |          |
| D        | Marta Corredera               | Levante             |          |
| D        | Olga Carmona                  | Siviglia            |          |
| D        | Kenti Robles                  | Atlético Madrid     |          |
| D        | Claudia Florentino            | Fundación Albacete  |          |
| C        | Teresa Abelleira              | Deportivo La Coruña |          |
| C        | Maite Oroz                    | Athletic Bilbao     |          |
| A        | Marta Cardona                 | Real Sociedad       |          |

| Cessioni | Cessioni        | Cessioni            | Cessioni |
| R.       | Nome            | a                   | Modalità |
| -------- | --------------- | ------------------- | -------- |
| D        | Esther Martín   | Valencia            |          |
| D        | Osinachi Ohale  | Roma                | [ 2 ]    |
| D        | Lucía Rodríguez | Madrid CFF          |          |
| C        | Ainoa Campo     | Deportivo La Coruña |          |

## Risultati

### Primera División

#### Girone di andata
| Arbitro: | Marta Frías Acedo |

|  |           |                                                            |
|  | Marcatori | 19’ Guijarro 55’ (aut.) Rodríguez 66’ Martens 75’ Putellas |

| Arbitro: | Martínez Madrona |

|            |           |             |
| Cubedo 24’ | Marcatori | 22’ Asllani |

| Arbitro: | González González |

|                                   |           |               |
| Oroz 44’ Asllani 55’ Martínez 59’ | Marcatori | 56’ Bulatović |

| Arbitro: | Arregui Gamir |

|              |           |                         |
| González 13’ | Marcatori | 12’ Cardona 64’ Carmona |

| Arbitro: | Sánchez Miguel |

|                                |           |  |
| Jakobsson 21’ Asllani 27’, 85’ | Marcatori |  |

| Arbitro: | Martínez Martínez |

|              |           |                                            |
| Kgatlana 65’ | Marcatori | 47’ (rig.), 55’ (rig.) Asllani 78’ Cardona |

| Arbitro: | Gallastegui Pérez |

|                        |           |                    |
| Gavira 63’ Pleuler 75’ | Marcatori | 55’ (rig.) Asllani |

| Arbitro: | Fernández Ceferino González López-Rey |

|             |           |  |
| Cardona 15’ | Marcatori |  |

| Arbitro: | Acevedo Dudley |

|  |           |                                    |
|  | Marcatori | 32’ Kaci 39’ Cardona 45+1’ Asllani |

| Arbitro: | Rivera Olmedo |

|                                                                  |           |                      |
| Kaci 8’ Abelleira 17’ Mérida 71’ (aut.) Jakobsson 80’ Thaisa 82’ | Marcatori | 56’ Pina 63’ Gabarro |

| Arbitro: | Gil Soriano |

|          |           |                                                                                        |
| Sola 46’ | Marcatori | 9’, 39’ Carmona 33’ Ubogagu 53’ Asllani 63’ Jakobsson 74’ Arias 75’, 80’ (rig.) Lorena |

| Arbitro: | Martínez Martínez |

|  |           |               |
|  | Marcatori | 5’ Van Dongen |

| Arbitro: | Díaz García |

|  |           |               |
|  | Marcatori | 41’ Jakobsson |

| Arbitro: | Cebollada López |

|                           |           |  |
| Jakobsson 42’ Cardona 84’ | Marcatori |  |

| Arbitro: | Marta Frías |

|                                |           |             |
| Franssi 23’, 83’ Eizagirre 52’ | Marcatori | 11’ Cardona |

| Arbitro: | Cebollada |

|                         |           |  |
| Cardona 42’ Ubogagu 87’ | Marcatori |  |

| Arbitro: | Acevedo Dudley |

|              |           |  |
| Lorena 90+5’ | Marcatori |  |

#### Girone di ritorno
| Arbitro: | María Martínez |

|                                         |           |             |
| Alexia 14’ Hermoso 23’ Oshoala 37’, 70’ | Marcatori | 81’ Carmona |

| Arbitro: | González González |

|                       |           |            |
| Asllani 67’, 68’, 70’ | Marcatori | 71’ Jansen |

| Arbitro: | Fernández Ceferino |

|             |           |            |
| Ramírez 28’ | Marcatori | 6’ Navarro |

| Arbitro: | Rivera Olmedo |

|                                                 |           |           |
| Martínez 9’ (rig.), 48’ Navarro 56’ Cardona 80’ | Marcatori | 76’ Pérez |

| Arbitro: | Acevedo |

|  |           |               |
|  | Marcatori | 67’ Jakobsson |

| Arbitro: | Martínez |

|          |           |                          |
| Kaci 34’ | Marcatori | 55’ González 90’ Redondo |

| Arbitro: | González Sánchez |

|  |           |                           |
|  | Marcatori | 52’ Cardona 83’ Jakobsson |

| Arbitro: | Arregui Gamir |

|  |           |                                                              |
|  | Marcatori | 18’ (rig.) Asllani 36’ Cardona 56’ Corredera 90+2’ Abelleira |

### Coppa della Regina
| Arbitro: | Cuesta |

|                     |           |                    |
| Geyse 3’ Borja 110’ | Marcatori | 77’ (rig.) Asllani |

## Statistiche

### Statistiche di squadra
| Competizione       | Punti | In casa | In casa | In casa | In casa | In casa | In casa | In trasferta | In trasferta | In trasferta | In trasferta | In trasferta | In trasferta | Totale | Totale | Totale | Totale | Totale | Totale | DR  |
| Competizione       | Punti | G       | V       | N       | P       | Gf      | Gs      | G            | V            | N            | P            | Gf           | Gs           | G      | V      | N      | P      | Gf     | Gs     | DR  |
| ------------------ | ----- | ------- | ------- | ------- | ------- | ------- | ------- | ------------ | ------------ | ------------ | ------------ | ------------ | ------------ | ------ | ------ | ------ | ------ | ------ | ------ | --- |
| Primera División   | 74    | 17      | 11      | 3       | 3       | 33      | 17      | 17           | 12           | 2            | 3            | 42           | 16           | 34     | 23     | 5      | 6      | 75     | 33     | +42 |
| Coppa della Regina | -     | -       | -       | -       | -       | -       | -       | 1            | 0            | 0            | 1            | 1            | 2            | 1      | 0      | 0      | 1      | 1      | 2      | -1  |
| Totale             | -     | 17      | 11      | 3       | 3       | 33      | 17      | 18           | 12           | 2            | 4            | 43           | 18           | 35     | 23     | 5      | 7      | 76     | 35     | +41 |

### Andamento in campionato
| Giornata  | 1  | 2  | 3  | 4 | 5 | 6 | 7 | 8 | 9 | 10 | 11 | 12 | 13 | 14 | 15 | 16 | 17 | 18 | 19 | 20 | 21 | 22 | 23 | 24 | 25 | 26 | 27 | 28 | 29 | 30 | 31 | 32 | 33 | 34 |
| --------- | -- | -- | -- | - | - | - | - | - | - | -- | -- | -- | -- | -- | -- | -- | -- | -- | -- | -- | -- | -- | -- | -- | -- | -- | -- | -- | -- | -- | -- | -- | -- | -- |
| Luogo     | C  | T  | C  | T | C | T | T | C | T | C  | T  | C  | T  | C  | T  | C  | C  | T  | C  | T  | C  | T  | C  | T  | T  | C  | T  | C  | T  | C  | T  | C  | T  | C  |
| Risultato | P  | N  | V  | V | V | V | P | V | V | V  | V  | P  | V  | V  | P  | V  | V  | P  | V  | N  | V  | V  | P  | V  | V  | N  | V  | N  | V  | V  | V  | V  | V  | N  |
| Posizione | 18 | 13 | 12 |   |   |   |   |   |   |    |    |    |    |    |    |    |    |    |    | 3  | 3  | 3  | 3  | 3  | 3  | 3  | 3  | 3  | 3  | 2  | 2  | 2  | 2  | 2  |

Legenda:

Luogo: C = Casa; T = Trasferta. Risultato: V = Vittoria; N = Pareggio; P = Sconfitta.

### Statistiche delle giocatrici
Sono in corsivo le giocatrici che hanno lasciato il club a stagione in corso.
| Giocatore    | Primera División | Primera División | Primera División | Primera División | Coppa della Regina | Coppa della Regina | Coppa della Regina | Coppa della Regina | Totale   | Totale | Totale      | Totale     |
| Giocatore    | Presenze         | Reti             | Ammonizioni      | Espulsioni       | Presenze           | Reti               | Ammonizioni        | Espulsioni         | Presenze | Reti   | Ammonizioni | Espulsioni |
| ------------ | ---------------- | ---------------- | ---------------- | ---------------- | ------------------ | ------------------ | ------------------ | ------------------ | -------- | ------ | ----------- | ---------- |
| T. Abelleira | 33               | 3                | 3                | 0                | 1                  | 0                  | 0                  | 0                  | 34       | 3      | 3           | 0          |
| I. Andrés    | 31               | 0                | 7                | 0                | 1                  | 0                  | 0                  | 0                  | 32       | 0      | 7           | 0          |
| A. Arias     | 10               | 2                | 0                | 0                | 0                  | 0                  | 0                  | 0                  | 10       | 2      | 0           | 0          |
| K. Asllani   | 29               | 16               | 4                | 0                | 1                  | 1                  | 1                  | 0                  | 30       | 17     | 5           | 0          |
| B. Peter     | 27               | 0                | 3                | 0                | 1                  | 0                  | 0                  | 0                  | 28       | 0      | 3           | 0          |